# Töreboda (comuna)
Töreboda (em sueco: Töreboda kommun) é uma comuna da Suécia localizada no condado da Gotalândia Ocidental. Sua capital é a cidade de Töreboda. Possui 541 quilômetros quadrados e segundo censo de 2018, havia 9 312.